# پایگاه هوایی استاروکستریانتینوف
پایگاه هوایی استاروکستریانتینوف (به انگلیسی: Starokostiantyniv (air base)) یک فرودگاه نظامی است که یک باند فرود بتن دارد و طول باند آن ۲۵۰۰ متر است. این فرودگاه در شهر استاروکوستیانتینیف کشور اوکراین قرار دارد و در ارتفاع ۲۶۶ متری از سطح دریا واقع شده است.